# Jesús Montesdeoca
Jesús Montesdeoca Trujillo (ur. 30 października 1966 w Las Palmas de Gran Canaria) – hiszpański zapaśnik walczący w stylu wolnym. Olimpijczyk z Seulu 1988, gdzie zajął trzynaste miejsce w wadze superciężkiej. 
Zajął siódme miejsce na mistrzostwach Europy w 1988. Czwarty na igrzyskach śródziemnomorskich w 1987 roku.

## Letnie Igrzyska Olimpijskie 1988
| Konkurencja       | Rundy eliminacyjne   | Rundy eliminacyjne   | Klas. końcowa |
| Konkurencja       | Przeciwnik I         | Przeciwnik II        | Miejsce       |
| ----------------- | -------------------- | -------------------- | ------------- |
| 130 kg styl wolny | Ham Deog-won (KOR) P | Daniel Payne (CAN) P | 13.           |